# Coo (Los Corrales de Buelna)
Coo es una localidad del municipio cántabro de Los Corrales de Buelna (España) que cuenta con una Junta vecinal propia. Está situada a 120 metros de altitud y dista 5 kilómetros de la capital municipal. Tiene 268 habitantes (INE, 2016), de los que 142 son varones y 126 son mujeres. Coo 
Se celebra el 13 de septiembre en este pueblo la festividad de Nuestra Señora de los Remedios.

## Naturaleza
Se explota el Monte de Coo, con 1.521 hectáreas en las que predomina el roble. Otro monte de utilidad pública que pertenece a este pueblo y Los Corrales, es el de La Gesia y Arza, de 731 hectáreas.
Estos montes pertenecen a la Reserva del Saja, existiendo un lote de caza mayor llamado «Lote Coo y San Cipriano». Dentro de la flora de esta localidad destaca un avellanal y castaños. En el Pico  Acebo nace el río o arroyó Mortera qué discurre por Coó hasta desembocar en el Río Besaya.
A través de los montes de Coo se puede ascender al Monte Ibio que queda al norte.

## Patrimonio
En esta localidad existe una ermita, llamada de los Remedios, fechada en el siglo XVII. La iglesia parroquial se encuentra bajo la advocación de San Martín y data de finales del siglo XVIII. 
En el casco urbano hay varias casonas, entre las que destacan las siguientes:
- Casona de Ceballos o Cevallos, del siglo XVIII. Tiene una arcada formada por arcos de medio punto y solana bajo tejaroz.
- Casona de Melchor del siglo XVII. Presenta fachada de sillería.

## Tradiciones
En el Día de los Difuntos es tradición colocar calabazas con velas en su interior, las Luminarias de ánimas, en el camino que conduce al cementerio del pueblo. Antes de que las calabazas se trajesen del Nuevo Mundo, se usaban, para este fin, nabos y otros tubérculos. Las luces de las velas ayudan a las almas de los muertos a llegar al Más Allá sin desviarse de su curso.

## Personajes ilustres
- Manuel Riaño (1829–1884), misionero católico.
- Ricardo González (1989), ingeniero e ideador del horno de cristalería aplicada
- Víctor Quevedo (1996), novelista, poeta y dramaturgo andaluz.